# Al-Aqsa-Universität
Die al-Aqsa-Universität (arabisch جامعة الأقصى, DMG Ǧāmiʿat al-Aqṣā) ist eine palästinensische Universität in Gaza.

## Fakultäten
- Fakultät der Künste
- Fakultät der Wissenschaften
- Fakultät der Bildung
- Fakultät der Administration
- Fakultät des Sports
- Fakultät der Bildenden Künste
- Fakultät der Medien